# Angelika Niebler
Angelika Niebler (München, 18 februari 1963) is een Duits politica van christendemocratische signatuur. Ze is lid van de Beierse Christlich-Soziale Union (CSU) en de Europese Volkspartij en zetelt sinds 1999 als lid van de EVP-fractie in het Europees Parlement.
Niebler is voorzitter van de Delegatie voor de betrekkingen met het Arabisch schiereiland, lid van de Conferentie van delegatievoorzitters, de Commissie industrie, onderzoek en energie en de Commissie rechten van de vrouw en gendergelijkheid en plaatsvervangend lid van de Commissie juridische zaken en de Delegatie voor de betrekkingen met Zuid-Afrika.
Van 2007 tot 2009 was ze voorzitter van de Commissie industrie, onderzoek en energie.

## Biografie
Angelika Niebler behaalde het staatsexamen rechtspraktijk in 1991 en werd Doctor in de rechten (Dr.jur.) in 1992. Sinds 1991 is ze actief als advocaat in München.
- Gemeinsame Normdatei: 1047230844
- Library of Congress Control Number: no94018595
- Virtual International Authority File: 306108846
- WorldCat: E39PBJv4hKRqd7jHGG36jvMgKd